# Athearnia anthonyi
Athearnia anthonyi là một loài ốc nước ngọt chân bụng trong họ Pleuroceridae.